# Алексиевский крест
Алексиевский крест — каменный, вкладной, поклонный крест XIV века. Четырёхконечный, с расширяющимися концами (168,4´ 124,25). Установлен архиепископом Новгородским Алексием (отсюда его название) на западной стене Софийского собора в Великом Новгороде.

## Описание
Изначально был поставлен в специальной нише на западной стороне собора, справа от Магдебургских врат. Высечен из известняковой плиты и имеет высоту 174 см. Форма Алексиевского креста традиционна для новгородских крестов XIV века. Ветви украшены рельефами с изображением евангельских сцен: вверху — Благовещение Пресвятой Богородицы, слева — Рождество Христово, справа — Сошествие Христа в ад, внизу — Вознесение Господне. По внешнему борту высечена надпись с именем заказчика и молитвой:
[В лето…] писан бысть крестъ сеи в Новегороде, в Щаголе, повелением боголюбиваго пресвященого архиепископа Олексия и поставлен на поклонение правовернымъ хрестеяном. архиепископ Олексию даи Богъ многа лета, и здравие, и спасение и детем его, всему миру».
Надпись приведена по версии Т. В. Николаевой, предлагавшей толкование слова «Щагола» как видоизмененное название Чогловой улки (улицы) в Новгороде.

## История
О назначении и времени исполнения креста существуют различные предположения. Первое упоминание о нём находится в описи Софийского собора 1858 года, составленной протоиереем Петром Соловьёвым. Архимандрит Макарий (Миролюбов) связывал создание креста с междоусобным конфликтом в Новгороде в 1359 году. В. В. Стасов датировал его периодом пребывания на кафедре архиепископа Алексия (12 июля 1360 года — апрель 1388 года). эпиграфические, стилистические и иконографические наблюдения позволили Т. В. Николаевой датировать крест временем после 1380 года и считать его памятником в честь Куликовской битвы.
Нижняя часть креста была утрачена во время Великой Отечественной войны (1941—1945); реконструирована в гипсе в 1950—1960-х годах. В настоящее время крест находится в Софийском соборе. В качестве поклонного он установлен внутри собора слева от центрального (Успенского) иконостаса.